# 19e armée (Allemagne)
Pour les articles homonymes, voir 19e armée.
La 19e armée (en allemand : 19. Armee) était une armée (regroupement d'unités) de la Deutsches Heer (armée de terre allemande) pendant la Première Guerre mondiale, puis de la Heer (armée de terre de la Wehrmacht) lors de la Seconde Guerre mondiale.

## Historique

### Première Guerre mondiale
La 19e armée de l'Empire allemand est créé le 4 février 1918 et dissoute en Allemagne en janvier 1919. Son encadrement vient d'une des armées du front de l'Est, l'Armée du Sud. Elle participe à l'offensive du Printemps 1918 sur le front de l'Ouest.

### Seconde Guerre mondiale
La 19e armée est recréée le 26 août 1943 par la requalification de l'Armeegruppe Felber (LXXXIII. Armeekorps). Elle est en garnison sur la côte française méditerranéenne où elle est confrontée en août 1944 au débarquement allié dans le sud de la France, malgré le mur de la Méditerranée (Südwall). Elle bat en retraite de la vallée du Rhône jusqu'au massif des Vosges, où, après de lourds combats dans la trouée de Belfort, elle est encerclée dans la poche de Colmar.
Après avoir soutenu l'opération Nordwind avec l'offensive avortée visant à prendre Strasbourg, les restes de la 19e Armée reculent sur la rive est du Rhin lorsque l'offensive franco-américaine élimine la poche de Colmar le 9 février 1945. Elle se rend au major General Edward H. Brooks, commandant du VI. Corps américain à Innsbruck, en Autriche, le 5 mai 1945.

## Organisation

### 1918-1919
- Général d'infanterie Felix von Bothmer (du 4 février au 8 novembre 1918)
- Général d'infanterie Karl von Fasbender (en) (du 8 novembre 1918 au 24 janvier 1919)

### 1943-1945
| Date                               | Grade                     | Commandant           |
| ---------------------------------- | ------------------------- | -------------------- |
| 26 août 1943 - 29 juin 1944        | General der Infanterie    | Georg von Sodenstern |
| 29 juin 1944 - 15 décembre 1944    | General der Infanterie    | Friedrich Wiese      |
| 15 décembre 1944 - 26 février 1945 | General der Infanterie    | Siegfried Rasp       |
| 26 février 1945 - 28 février 1945  | General der Infanterie    | Hermann Foertsch     |
| 1er mars 1945 - 26 mars 1945       | General der Infanterie    | Hans von Obstfelder  |
| 26 mars 1945 - 5 mai 1945          | General der Panzertruppen | Erich Brandenberger  |

### Chefs d'état-major
| Date                            | Grade           | Commandant        |
| ------------------------------- | --------------- | ----------------- |
| 26 août 1943 - 1er janvier 1945 | Generalleutnant | Walter Botsch     |
| 1er janvier 1945 - 5 mai 1945   | Oberst          | Kurt Brandstädter |

## Ordre de batailles
27 août 1943
- Composants tactiques assignés directement à la 19e armée
  - 356. Infanterie-Division
- IV. Luftwaffen-Feldkorps
  - 326. Infanterie-Division
  - 338. Infanterie-Division

4 octobre 1943
- À la disposition de la 19e armée
  - 242. Infanterie-Division
- IV. Luftwaffen-Feldkorps
  - 338. Infanterie-Division
  - 326. Infanterie-Division
- Gruppe Faulenbach
  - 356. Infanterie-Division
  - Sicherungs-Regiment 5
  - Sicherungs-Regiment 195
- Gruppe Knieß
  - 715. Infanterie-Division
  - Panzer-Grenadier-Division “Feldherrnhalle”

20 novembre 1943
- À la disposition de la 19e armée
  - 715. Infanterie-Division
- IV. Luftwaffen-Feldkorps
  - 338. Infanterie-Division
  - 326. Infanterie-Division
- Gruppe Knieß
  - 244. Infanterie-Division + Sicherungs-Regiment 5
  - Sicherungs-Regiment 195
  - 148. Reserve-Division + 715. Infanterie-Division

26 décembre 1943
- À la disposition de la 19e armée
  - 715. Infanterie-Division
- IV. Luftwaffen-Feldkorps
  - 338. Infanterie-Division
  - 326. Infanterie-Division
- Gruppe Knieß
  - 244. Infanterie-Division
  - 242. Infanterie-Division
  - 148. Reserve-Division

15 mai 1944
- À la disposition de la 19e armée
  - 157e division d'infanterie
- IV. Luftwaffen-Feldkorps
  - 272. Infanterie-Division
  - 277. Infanterie-Division
  - 271. Infanterie-Division
- Gruppe Knieß
  - 338. Infanterie-Division
  - 244. Infanterie-Division
- 62e corps d'armée
  - 242. Infanterie-Division
  - 148. Reserve-Division

15 juillet 1944
- À la disposition de la 19e armée
  - 157e division d'infanterie
- IV. Luftwaffen-Feldkorps
  - 716. Infanterie-Division
  - 198. Infanterie-Division
  - 189e division d'infanterie
- Gruppe Knieß
  - 338. Infanterie-Division
  - 244. Infanterie-Division
- LXII. Reserve-Korps
  - 242. Infanterie-Division
  - 148. Reserve-Division

31 août 1944
- À la disposition de la 19. Armee
  - 11. Panzer-Division
- IV. Luftwaffen-Feldkorps
  - 716. Infanterie-Division
  - 189. Reserve-Division
- LXXXV. Armeekorps z.b.V.
  - 338. Infanterie-Division
  - 198. Infanterie-Division

16 septembre 1944
- LXVI. Armeekorps
  - 15. Panzer-Grenadier-Division
  - 21. Panzer-Division
  - 16. Infanterie-Division
- LXIV. Armeekorps
  - 716. Infanterie-Division + 189. Reserve-Division
- IV. Luftwaffen-Feldkorps
  - 338. Infanterie-Division
  - 198. Infanterie-Division
  - 159. Reserve-Division
- LXXXV. Armeekorps z.b.V.
  - 11. Panzer-Division

28 septembre 1944
- LXVI. Armeekorps
  - 16. Infanterie-Division
- LXIV. Armeekorps
  - 716. Infanterie-Division
  - 198. Infanterie-Division
  - 189. Reserve-Division
- IV. Luftwaffen-Feldkorps
  - 338. Infanterie-Division
- LXXXV. Armeekorps z.b.V.
  - 159. Reserve-Division

13 octobre 1944
- LXIV. Armeekorps
  - 716. Infanterie-Division
  - 198. Infanterie-Division
- IV. Luftwaffen-Feldkorps
  - 338. Infanterie-Division
- LXXXV. Armeekorps z.b.V.
  - 159. Infanterie-Division
  - 189. Infanterie-Division
  - Panzer-Brigade 106 “Feldherrnhalle”

5 novembre 1944
- LXIV. Armeekorps
  - 21. Panzer-Division
  - 716. Infanterie-Division
  - 16. Volks-Grenadier-Division
  - Panzer-Brigade 106 “Feldherrnhalle”
- IV. Luftwaffen-Feldkorps
  - 198. Infanterie-Division
  - 269. Infanterie-Division
- LXXXV. Armeekorps z.b.V.
  - 159. Infanterie-Division
  - 189. Infanterie-Division
  - 338. Infanterie-Division

26 novembre 1944
- LXIV. Armeekorps
  - 708. Volks-Grenadier-Division
  - 716. Infanterie-Division
- LXXXX. Armeekorps
  - 16. Volks-Grenadier-Division
  - 269. Infanterie-Division
- LXIII. Armeekorps
  - 159. Infanterie-Division
  - 189. Infanterie-Division
  - 338. Infanterie-Division
  - 198. Infanterie-Division
  - 30. Waffen-Grenadier-Division der SS (russisch Nr. 2)
  - Panzer-Brigade 106 “Feldherrnhalle”

31 décembre 1944
- LXIV. Armeekorps
  - 198. Infanterie-Division
  - 708. Volks-Grenadier-Division + 716. Infanterie-Division
  - 189. Infanterie-Division
  - Panzer-Brigade 106 “Feldherrnhalle”
  - 16. Volks-Grenadier-Division
- LXIII. Armeekorps
  - 269. Infanterie-Division
  - 159. Infanterie-Division
  - 338. Infanterie-Division

21 janvier 1945
- LXIV. Armeekorps
  - Panzer-Brigade 106 “Feldherrnhalle”
  - 198. Infanterie-Division
  - 708. Volks-Grenadier-Division
  - 189. Infanterie-Division
  - 16. Volks-Grenadier-Division
- LXIII. Armeekorps
  - 338. Infanterie-Division
  - 159. Infanterie-Division
  - Kampfgruppe 716. Infanterie-Division

1er février 1945
- LXIV. Armeekorps
  - 198. Infanterie-Division
  - 708. Volks-Grenadier-Division
  - 2. Gebirgs-Division
  - 189. Infanterie-Division
  - 16. Volks-Grenadier-Division
- LXIII. Armeekorps
  - 338. Infanterie-Division
  - 159. Infanterie-Division
  - Kampfgruppe 716. Infanterie-Division
  - Panzer-Brigade 106 “Feldherrnhalle”
- XVIII. SS-Armeekorps
  - Division Nr. 405
  - Division z.b.V. 805

1er mars 1945
- LXIV. Armeekorps
  - 198. Infanterie-Division
  - Division Nr. 405
- XVIII. SS-Armeekorps
  - Division Nr. 805
  - Brigade 1005

12 avril 1945
- À la disposition de la 19. Armee
  - 189. Infanterie-Division
- LXXX. Armeekorps
  - 559. Volks-Grenadier-Division
  - 198. Infanterie-Division
  - 47. Volks-Grenadier-Division
  - 16. Volks-Grenadier-Division
- LXIV. Armeekorps
  - 716. Infanterie-Division
  - 257. Volks-Grenadier-Division
  - 106. Infanterie-Division
- XVIII. SS-Armeekorps
  - Division Nr. 405
  - Division Nr. 805
  - Brigade 1005
  - Brigade Bauer

30 avril 1945
- 24. Armee
  - Division Nr. 405
- XVIII. SS-Armeekorps
  - 352. Volks-Grenadier-Division
  - 106. Infanterie-Division
  - 719. Infanterie-Division
  - 89. Infanterie-Division
- LXXX. Armeekorps
  - 559. Volks-Grenadier-Division
  - 47. Volks-Grenadier-Division
  - 246. Volks-Grenadier-Division
  - 716. Infanterie-Division
- LXIV. Armeekorps
  - 16. Volks-Grenadier-Division
  - 189. Infanterie-Division

## Crimes de guerre
Le 24 aout 1944, à Montferrier-sur-Lez (Hérault), une colonne de l'Armée allemande descend des Cévennes proches et arrête six personnes qui rentrent de leur travail de la distillerie toute proche. Ces malheureux sont fusillés sans explication, contre le mur d'une grange après avoir été maltraités pendant deux heures.

« C'était la veille de la bataille de Montferrier. Le 24 août 1944, vers 16 h, un long convoi de véhicules blindés légers traverse le village. Descendu du Limousin, passé par l'Aveyron, il emprunte les routes secondaires, sous couvert des platanes, pour se protéger des attaques incessantes de la chasse alliée. Cette colonne allemande appartenait à la XIe division de panzers faisant partie de la 19e armée sous les ordres du général Wiese.
Vers 18 h, route de Mende, les soldats de tête arrêtent cinq cyclistes et un camion venant de la distillerie. Comme beaucoup d'autres, ces hommes vont devenir des victimes innocentes de la folie guerrière. Alors qu'ils ne demandaient qu'à rentrer chez eux, tout près de là. Ils n'ont évidemment rien à se reprocher, si ce n'est d'être là où il ne faut pas, au mauvais moment.
Durant deux heures, ces patriotes sont humiliés, demeurent aux mains des Allemands mais espèrent qu'ils auront la vie sauve. Hélas, à l'heure où les villes du Sud sont libérées les unes après les autres, les Allemands en fuite continuent de faire des exemples çà et là. Sans raison.
Vers 20 h, les six otages sont froidement exécutés. Cette scène effroyable se déroule au bord de la route, à hauteur du carrefour de Fescau, contre le mur du bâtiment situé en face de l'actuelle boulangerie. »

Cette colonne allemande se dirigeait vers la vallée du Rhône à la rencontre de la 1re DFL qui remontait au nord.
Chaque année, la Commune célèbre l'anniversaire de cet assassinat. Un monument rappelle aux passants, sur la route de Mende, ce triste exploit de la Wehrmacht en fuite.

## Sources
- (en) Cet article est partiellement ou en totalité issu de l’article de Wikipédia en anglais intitulé « 19th Army (Wehrmacht) » (voir la liste des auteurs).